# Coccinellin
Coccinellin ist ein Alkaloid und N-Oxid, das in Marienkäfern vorkommt. Die Verbindung hat eine Symmetrieebene und ist daher achiral.

## Vorkommen

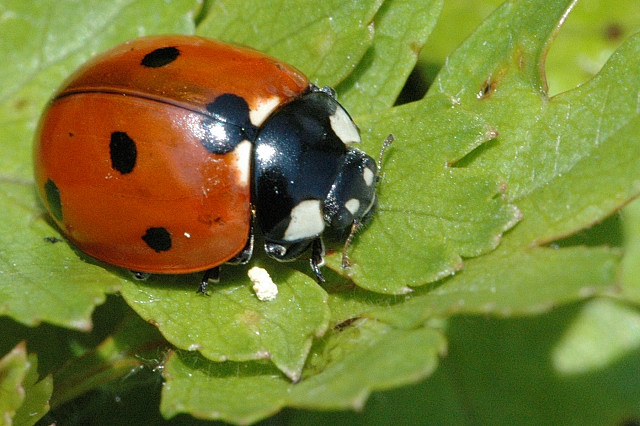
Siebenpunkt-Marienkäfer (Coccinella septempunctata)

Das Alkaloid kommt in verschiedenen Arten von Marienkäfern vor, darunter Coccinella septempunctata, Coccinella undecimpunctata und Coccinella quinquepunctata. Außer in den erwachsenen Tieren kommt die Verbindung auch in Eiern und Larven vor.

## Biosynthese
Es wurde nachgewiesen, dass Coccinellin von den Marienkäfern selbst synthetisiert und nicht über die Nahrung aufgenommen wird.

## Verteidigung
Das Coccinellin-enthaltende Sekret dient der Verteidigung und kann von Marienkäfern durch Reflexbluten freigesetzt werden. Das Alkaloid verhindert in vielen Fällen, dass die Käfer beispielsweise von Ameisen oder Wachteln gefressen werden. Für junge Blaumeisen ist es sogar tödlich, während es für Mehlschwalben unproblematisch ist.